# Теофипольский район
Теофи́польский райо́н (в 1959—1962 годах — Мануильский; укр. Теофіпольський район) — упразднённая административно-территориальная единица на западе Хмельницкой области. Центр — пгт Теофиполь.
Граничит на севере с Белогорским, на северо-востоке с Изяславским районом, на востоке с Красиловским, на юге с Волочисским районами Хмельницкой области, на западе с Тернопольской областью (Лановецкий район).
По территории района текут реки Жердя, Норка, Полтва, Семёновка, Хомора и другие, здесь берёт начало река Случь (вблизи села Червоный Случ).
В районе 2 поселковых и 22 сельских совета; 2 пгт и 53 села.

## История
23 сентября 1959 года к Мануильскому району была присоединена часть территории упразднённого Базалийского района. 30 декабря 1962 года Мануильский район был упразднён, восстановлен 8 декабря 1966 года как Теофипольский район.
17 июля 2020 года район ликвидирован и вошёл в состав Хмельницкого района.

## Советы и населённые пункты
Ниже перечислены поселковые и сельские советы, а также населённые пункты, которые к ним относятся:
Базалийский поселковый совет
1. пгт Базалия

Теофипольский поселковый совет
1. пгт Теофиполь

Бережинецкий сельский совет
1. с. Бережинцы
2. с. Редкая

Борщевский сельский совет
1. с. Борщовка
2. с. Василевка

Большелазучинский сельский совет
1. с. Великий Лазучин
2. с. Малый Лазучин

Волице-Полевой сельский совет
1. с. Волица-Полевая

Волицкий сельский совет
1. с. Волица

Вороновецкий сельский совет
1. с. Вороновцы
2. с. Немиринцы

Гавриловский сельский совет
1. с. Гавриловка
2. с. Караина
3. с. Медисовка
4. с. Подлески

Гальчинецкий сельский совет
1. с. Гальчинцы
2. с. Елизаветполь
3. с. Новоивановка
4. с. Червоный Случ

Ильковецкий сельский совет
1. с. Ильковцы
2. с. Колесец

Карабеевский сельский совет
1. с. Карабиевка
2. с. Котюржинцы

Кунчанский сельский совет
1. с. Кунча
2. с. Дмитровка

Ледыховский сельский совет
1. с. Ледыховка
2. с. Зарудье
3. с. Строки
4. с. Трояновка

Михиринецкий сельский совет
1. с. Михиринцы
2. с. Малые Жеребки

Михневский сельский совет
1. с. Михновка

Новоставцевский сельский совет
1. с. Новоставцы
2. с. Коровье
3. с. Кривовилька

Олейницкий сельский совет
1. с. Олейники
2. с. Колки
3. с. Майдан-Петровский

Ординецкий сельский совет
1. с. Ордынцы
2. с. Лютаровка
3. с. Червоное

Поляховский сельский совет
1. с. Поляхово
2. с. Кузьминцы
3. с. Романов

Святецкий сельский совет
1. с. Святец
2. с. Лысогорка
3. с. Марьяновка

Туровский сельский совет
1. с. Туровка
2. с. Червоная Дубина

Човгузовский сельский совет
1. с. Човгузов
2. с. Антоновка
3. с. Волковцы

Шибенский сельский совет
1. с. Шибена
2. с. Ульяново

## Соседние районы и горсоветы
- Белогорский район
- Волочисский район
- Изяславский район
- Красиловский район
- Лановецкий район (Тернопольская область)